# 구소삼각원점
구소삼각원점(舊小三角原點)은 대한제국 당시 발족된 탁지부 토지조사국(구 양지아문)이 제작한 지적 기준점이다. 한반도 내의 정부가 최초로 근대적인 측량을 직접 시행한 사례로, 한반도에서 최초로 지정된 지적 원점이다. 일제강점기 조선총독부 지방국 지적과의 하급 삼각점을 거쳐 현대 대한민국 한국국토정보공사의 지적 삼각기준점으로 계승되었다.

## 설치 지역
구소삼각원점은 한성부의 주변 지역 중 산악지대에 주로 설치되었는데, 용마산 및 계양산 등이 대표적이다. 한성부, 경기 지역 외에는 대구를 중심으로 한 경상도 지역에 시범적으로 설치되었다. 수도권에서는 시흥군(현 서울특별시 양천구), 강화도 망산 등에 설치되었고, 대구, 경상도 (현 경상북도) 지역에서도 현재의 달성군 등 다양한 지역에 구소삼각원점이 설치되었다. 특히 이들 지역에서는 구소삼각원점을 기반으로 한 지계가 집필되어 토지조사사업 이후로도 지적공부로 기능하게 되었다.

## 구소삼각원점의 활용
구소삼각원점은 비교적 최근인 2010년까지도 지적 기준점으로 활용되었으나 이후 통일원점 등 좌표계를 이용한 지적 기준점을 이용하게 되었고, 이들 지적 기준점과 구소삼각원점의 오차로 인해 특히 인천, 서울, 경북지역에서의 토지 지적공부가 실제와 맞지 않는 일이 빈번하여, 현재는 지적재조사 사업과 동시에 이들 지적공부를 좌표계에 맞게 변환시키는 사업이 진행 중에 있다. 지적재조사사업 이후 삼각측량 대신 좌표측량으로의 변경이 이루어지면 이들 구소삼각원점은 삼각점 등 기준점과 함께 폐기될 예정이나, 서울특별시 양천구에 있는 갈산구소삼각원점의 경우 서울특별시에서 지정한 서울미래유산에 지정되기도 했다.